# Liste liberaler Parteien
Dies ist eine Liste liberaler Parteien. Hier werden Parteien verschiedener liberaler Strömungen aufgezählt, namentlich Sozialliberalismus, Ordoliberalismus, Klassischer Liberalismus, Libertarismus, Liberaler Konservatismus und Nationalliberalismus.

## Übersicht
- Ägypten
  - Ägyptische Konferenzpartei
  - Ahrar-Partei
  - al-Ghad-Partei
  - Neue Wafd-Partei
  - Partei der Freien Ägypter
  - Partei der Gerechtigkeit
  - Partei Freiheitliches Ägypten
  - Reform- und Entwicklungspartei
  - Republikanische Volkspartei
- Albanien
  - Aleanca Demokratike
  - Partia Bashkimi për të Drejtat e Njeriut (PBDNJ)
- Algerien
  - Rassemblement pour la Culture et la Démocratie
- Andorra
  - Acció per Andorra (ACCIÓ)
  - Ciutadans Compromesos (CC)
  - Partit Liberal d’Andorra (PLA)
- Argentinien
  - Coalición Cívica ARI (CC-ARI)
- Armenien
  - Armenische Allnationale Bewegung (ՀՀՇ bzw. HHS)
  - Armenischer Nationalkongress (ՀԱԿ bzw. HAK)
  - Demokratisch-Liberale Partei
  - Erbe
  - Freie Demokraten
  - Kaghakaziakan Pajmanagir (KP)
  - Leuchtendes Armenien
  - Nationale Fortschrittspartei
  - Republik
- Aserbaidschan
  - Azərbaycan Demokrat Partiyası (ADP)
  - Azərbaycan Milli İstiqlal Partiyası (AMİP)
  - Azərbaycan Ümid Partiyası
  - Müsavat Partiyası
- Äthiopien
  - Äthiopische Revolutionäre Volkspartei (IHAPA)
  - Somali People’s Democratic Party (SPDP)
- Australien
  - Country Liberal Party
  - Liberal National Party
  - Liberal Party of Australia
  - Libertarian Party
  - Reason Party
- Belgien
  - Volt Belgien (Volt)
  - Flandern:
    - Open Vlaamse Liberalen en Democraten (Open Vld)
    - Voor U

  - Wallonien:
    - Démocrate Fédéraliste Indépendant (DéFI)
    - Libéraux Démocrates (LIDEM)
    - Mouvement Réformateur (MR)

  - Deutschsprachige Gemeinschaft:
    - Partei für Freiheit und Fortschritt (PFF)
- Bolivien
  - Consenso Popular (CP)
  - Movimiento Bolivia Libre (MBL)
- Bosnien und Herzegowina
  - Naša stranka (NS)
  - Stranka za Bosnu i Hercegovinu (SBiH)
- Botswana
  - Alliance for Progressives (AP)
  - Botswana Movement for Democracy (BMD)
- Brasilien
  - Movimento Democrático Brasileiro (MDB)
  - Partido Novo (NOVO)
- Bulgarien
  - Bulgarisches Demokratisches Zentrum (BDC)
  - Da, Balgarija! (DA)
  - Dwischenie sa Prawa i Swobodi (DPS)
  - Demokraticheska partia (DP)
  - Nacionalno dviženie za stabilnost i văzhod (NDSV)
  - Prodălžavame Promjanata (PP)
  - Radikaldemokratische Partei (RDP)
  - Volt Bulgarien (Volt)
- Burkina Faso
  - Alliance pour la Démocratie et la Fédération - Rassemblement Démocratique Africain (ADF-RDA)
  - Union pour le Progrès et le Changement (UPC)
  - Union pour la République (UPR)
- Burundi
  - Alliance Démocratique pour le Renouveau (ADR)
- Chile
  - Evolución Política (Evópoli)
  - Partido Liberal de Chile (PLC)
  - Renovación Nacional (RN)
- China
  - Hongkong
    - Democratic Party (DP)
    - People Power (PP)

  - Macau
    - Associação Activismo para a Democracia
    - Associação dos Cidadãos Unidos de Macau
    - Associação Novo Macau
    - Iniciativa de Desenvolvimento Comunitário de Macau
    - Nova Esperança
    - Observatório Cívico
    - União de Macau-Guangdong
- Costa Rica
  - Partido Liberal Progresista (PLP)
  - Partido Movimiento Libertario (PML)
- Königreich Dänemark
  - Dänemark
    - Alternativet (A)
    - Liberal Alliance (I)
    - Moderaterne (M)
    - Radikale Venstre (B)
    - Retsforbundet (E)
    - Venstre – Danmarks Liberale Parti (V)

  - Färöer
    - Framsókn (F)
    - Sambandsflokkurin (B)
    - Sjálvstýri (D)

  - Grönland
    - Atassut (A)
    - Demokraatit (D)
    - Suleqatigiissitsisut (Su)
- Deutschland
  - Bayernpartei (BP)
  - Brandenburger Vereinigte Bürgerbewegungen/Freie Wähler (BVB)
  - Bürgerliche Mitte (Bü-Mi)
  - Deutsche Soziale Union (DSU)
  - Die Libertären
  - Freie Demokratische Partei (FDP)
  - Freie Wähler
  - Hamburger Bürger-Liste (HHBL)
  - Liberale Demokraten – Die Sozialliberalen (LD)
  - Liberal-Konservative Reformer (LKR)
  - Partei des Fortschritts (PDF)
  - Partei der Humanisten (Die Humanisten)
  - Partei der Vernunft (PDV)
  - Piratenpartei Deutschland (PIRATEN)
  - Südschleswigscher Wählerverband (SSW)
  - Team Todenhöfer (TEAM TODENHÖFER)
  - Die Violetten (Die Violetten)
  - Volt Deutschland (Volt)
- Dominikanische Republik
  - Fuerza Nacional Progresista (FNP)
  - Partido de la Liberación Dominicana (PLD)
- Ecuador
  - Frente Radical Alfarista (FRA)
  - Partido Liberal Radical Ecuatoriano (PLRE)
- Elfenbeinküste
  - Rassemblement des Houphouëtistes pour la Démocratie et la Paix (RHDP)
- Estland
  - Eestimaa Rohelised (EER)
  - Eesti Reformierakond (RE)
  - Estnische Zentrumspartei (K)
  - Eesti 200 (EE200)
- Finnland
  - Avoin Puolue
  - Finnische Zentrumspartei
  - Grüner Bund
  - Liberaalipuolue – Vapaus valita
  - Liike Nyt
  - Nationale Sammlungspartei
  - Piratenpartei
  - Schwedische Volkspartei
  - Åland
    - Åländsk Center (C)
    - Ålands Framtid (ÅF)
    - Liberalerna på Åland (Lib)
    - Moderat Samling för Åland (M)
- Frankreich
  - Horizons
  - Renaissance (RE)
  - Les Républicains (LR)
  - Mouvement démocrate (MoDem)
  - Parti radical (RAD)
  - Parti radical de gauche (PRG)
  - Union des démocrates et indépendants (UDI)
  - Volt France (Volt)
- Gabun
  - Parti Démocratique Gabonais (PDG)
- Georgien
  - Droa
  - Tavisupali Demokratebi (TD)
  - Girchi – met’i tavisupleba
  - Lelo Sakartvelostvis
  - sak'art'velos respublikuri partia
  - Strategia Aghmashenebeli
- Ghana
  - New Patriotic Party (NPP)
  - Progressive People’s Party (PPP)
- Grenada
  - National Democratic Congress (NDC)
- Griechenland
  - Drasi
  - Enosi Kendroon (EK)
  - Nea Dimokratia (ND)
  - Volt Griechenland (Volt)
- Guinea
  - Union des Forces Démocratiques de Guinée (UFDG)
  - Union des Forces Républicaines (UFR)
- Honduras
  - Partido Liberal de Honduras (PLH)
- Indonesien
  - Partai Demokrat (PD)
- Irland
  - Fianna Fáil (FF)
  - Fine Gael (FG)
- Island
  - Framsóknarflokkurinn (B)
  - Viðreisn (C)
- Israel
  - Ha-Tnu’a
  - Jesch Atid
  - Kadima
  - Schinui
- Italien
  - Alleanza per l’Italia (ApI oder API)
  - Azione (AZ)
  - Centro Democratico (CD)
  - Italia dei Valori (IdV)
  - Italia Viva (IV)
  - Partito Repubblicano Italiano (PRI)
  - Più Europa (+Eu oder +E)
  - Radicali Italiani (RI)
  - Volt Italia (Volt)
  - Südtirol
    - Team K (TK)
- Japan
  - Genzei Nippon
  - Kokumin Minshutō
  - Rikken Minshutō
  - Jiyūminshutō
- Kambodscha
  - Kanakpak Sethi Manus
  - Nationale Rettungspartei Kambodschas
  - Sam-Rainsy-Partei
- Kanada
  - Centrist Party of Canada
  - Liberale Partei Kanadas
  - Libertäre Partei Kanadas
  - Volkspartei Kanadas
- Kap Verde
  - Movimento para a Democracia (MpD)
- Kasachstan
  - Adilet
  - Aq Jol
  - Partei der Patrioten Kasachstans
- Kenia
  - Orange Democratic Movement (ODM)
- Kolumbien
  - Cambio Radical (CR)
  - Partido Social de Unidad Nacional (Partido de la U)
- Kosovo
  - Aleanca Kosova e Re (AKR)
  - Samostalna liberalna stranka (SLS)
- Kroatien
  - Centar
  - Fokus
  - Građansko-liberalni savez (GLAS)
  - Hrvatska narodna stranka – Liberalni demokrati (HNS)
  - Hrvatska socijalno-liberalna stranka (HSLS)
  - Istarski demokratski sabor - Dieta Democratica Istriana (IDS-DDI)
  - Most nezavisnih lista (MOST)
  - Narodna stranka – Reformisti (NS-R)
- Lettland
  - Attīstībai/Par! (AP!)
    - Izaugsme (I)
    - Kustība Par! (Par!)
    - Latvijas attīstībai (LA)
- Libanon
  - Ḥizb al-waṭaniyyīn al-aḥrār
  - Tayyār al-Mustaqbal
- Liberia
  - Liberty Party (LP)
- Libyen
  - Hizb al-Dschabha al-Wataniyya
- Liechtenstein
  - Vaterländische Union (VU)
- Litauen
  - Laisvė ir teisingumas (LT)
  - Laisvės partija (LP)
  - Lietuvos Respublikos liberalų sąjūdis (LRLS)
- Luxemburg
  - Demokratesch Partei (DP)
  - Déi Liberal
  - Piratepartei Lëtzebuerg
  - Volt Luxemburg (Volt)
- Madagaskar
  - Antoka sy Dinan’ny Nosy (ADN)
  - Mpitolona ho an'ny Fandrosoan'i Madagasikara (MFM)
- Malawi
  - Democratic Progressive Party (DPP)
  - People’s Party (PP)
  - United Democratic Front (UDF)
- Malaysia
  - Gerakan Rakyat Malaysia Party
  - Parti Keadilan Rakyat (PKR)
- Malediven
  - Maledivische Demokratische Partei
- Malta
  - Volt Malta (Volt)
- Marokko
  - Parti Authenticité et Modernité (PAM)
  - Union Constitutionelle (UC)
  - Rassemblement national des indépendants (RNI)
  - Mouvement populaire (MP)
- Moldau
  - Coaliția pentru Unitate și Bunăstare (CUB)
  - Partidul Acțiune și Solidaritate (PAS)
  - Partidul Liberal (PL)
  - Partidul Liberal Democrat din Moldova (PLDM)
  - Platforma Demnitate și Adevăr (Platforma DA)
- Mongolei
  - Grüne Partei des Bürgerwillens
- Montenegro
  - Liberalna partija Crne Gore (LPCG)
  - Ujedinjena reformska akcija (URA)
- Mosambik
  - Partido para a Paz, Democracia e Desenvolvimento (PDD)
- Namibia
  - Rally for Democracy and Progress (RDP)
- Nauru
  - Naoero Amo
- Neuseeland
  - ACT New Zealand
  - New Zealand National Party
- Nicaragua
  - Ciudadanos por la Libertad (CxL)
  - Partido Liberal Constitucionalista (PLC)
  - Partido Liberal Independiente (PLI)
- Königreich der Niederlande
  - Niederlande
    - Democraten 66 (D66)
    - Liberaal Democratische Partij (LibDem)
    - Volkspartij voor Vrijheid en Democratie (VVD)
    - Volt Nederland (Volt)

  - Aruba
    - Accion 21

  - Curaçao
    - Partido Alternativa Real (PAR)
- Nigeria
  - Action Congress (AC)
  - Alliance for Democracy (AD)
  - People’s Democratic Party (PDP)
- Nordmazedonien
  - Građanska оpcija za Makedonija (GROM)
  - Liberalna Partija na Makedonija (LPM)
  - Liberalno-demokratska partija (LDP)
- Norwegen
  - Piratpartiet (Norwegen)
  - Liberalistene (Lib)
  - Miljøpartiet De Grønne
  - Venstre (V)
- Österreich
  - NEOS – Das Neue Österreich und Liberales Forum (NEOS)
  - Volt Österreich (Volt)
- Osttimor
  - Partidu Democrática Liberal (PDL)
- Pakistan
  - Muttaḥidah Qọ̄mī Mūwmaṅṫ
- Panama
  - Movimiento Liberal Republicano Nacionalista (MOLIRENA)
  - Cambio Democrático (CD)
- Paraguay
  - Partido Liberal Radical Auténtico (PLRA)
- Philippinen
  - Partido Liberal ng Pilipinas
- Polen
  - Nowoczesna (N)
  - Porozumienie (PJG)
  - Unia Demokratyczna (UD)
  - Unia Polityki Realnej (UPR)
- Portugal
  - Iniciativa Liberal (IL)
  - Juntos pelo Povo (JPP)
  - Partido da Nova Democracia (PND)
  - Partido da Terra (MPT)
  - Alternativa Democrática Nacional (ADN)
  - Volt Portugal (Volt)
- Rumänien
  - Alianța Liberalilor și Democraților (ALDE)
  - Pro România (PRO)
  - Reînnoim Proiectul European al României (REPER)
  - Uniunea Salvați România (USR)
  - Volt România (Volt)
- Russland
  - Graschdanskaja platforma (CPl)
  - Jabloko
- Sambia
  - United Liberal Party (ULP)
  - United Party for National Development (UPND)
- San Marino
  - Alleanza Popolare dei Democratici Sammarinesi per la Repubblica (APDS)
- São Tomé und Príncipe
  - Movimento Democrático das Forças da Mudança – União Liberal (MDFM/UL)
- Schweden
  - Centerpartiet (C)
  - Klassiskt liberala partiet (KLP)
  - Liberalerna (L)
  - Volt Sverige (Volt)
- Schweiz
  - FDP.Die Liberalen (FDP Schweiz)
    - FDP Baselland
    - FDP Basel-Stadt
    - FDP Kanton Bern
    - FDP Kanton Solothurn
    - FDP Kanton Zürich
    - Liberal-Demokratische Partei (LDP)

  - Forum Liberale Mitte (FLM)
  - Grünliberale Partei (glp)
  - Grüne Partei Schaffhausen
  - Jungfreisinnige Schweiz (JFS)
  - Libertäre Partei
  - Piratenpartei Schweiz (PPS)
  - Volt Schweiz (Volt)
- Senegal
  - Alliance pour la République (APR)
  - Parti Démocratique Sénégalais (PDS)
  - Rewmi
- Serbien
  - Dosta je bilo (DJB)
  - Liberalno-demokratska partija (LDP)
  - Nova stranka (NOVA)
  - Pokret slobodnih građana (PSG)
  - Stranka slobode i pravde (SSP)
- Seychellen
  - Seychelles National Party (SNP)
- Sierra Leone
  - All People’s Congress (APC)
  - Sierra Leone People’s Party (SLPP)
- Singapur
  - Progress Singapore Party (PSP)
  - Singapore Democratic Party (SDP)
- Slowakei
  - Progresívne Slovensko (PS)
  - Sloboda a Solidarita (SaS)
  - Jablko
  - Volt Slovensko (Volt)
- Slowenien
  - Državljanska lista (DL)
  - Gibanje Svoboda (SVOBODA)
  - Konkretno
  - Liberalna demokracija Slovenije (LDS)
- Somaliland
  - Kulmiye
- Spanien
  - Centro Democrático y Social (CDS)
  - Ciudadanos (Cs)
  - Convergència per les Illes Balears
  - Partido Popular (PP)
  - Unión Progreso y Democracia (UPyD)
  - Volt Spanien (Volt)
- Südafrika
  - ActionSA (ACTIONSA)
  - Agang South Africa (AGANG SA)
  - Build One South Africa (BOSA)
  - Congress of the People (COPE)
  - Democratic Alliance (DA)
- Südkorea
  - Jogughyeogsindang
  - Deobureo-minju-dang
  - Minsaeng-dang
- Suriname
  - Democratisch Alternatief '91 (DA'91)
- Tansania
  - Civic United Front (CUF)
- Taiwan
  - Demokratische Fortschrittspartei (DPP)
  - Taiwanische Staatsbildungspartei (TSP)
- Thailand
  - Phak Prachathipat
  - Phak Seri Ruam Thai
- Trinidad und Tobago
  - Congress of the People (COP)
  - People’s National Movement (PNM)
- Tschechien
  - Starostové a nezávislí (STAN)
  - Tschechische Piratenpartei (Piráti)
- Tunesien
  - Afek Tounes
  - Congrès pour la République (CPR)
  - Parti libéral maghrébin (PLM)
  - Parti républicain
  - Tahya Tounes
  - Union patriotique libre (UPL)
- Türkei
  - Demokrasi ve Atılım Partisi (DEVA)
  - Demokrat Parti (DP)
  - Demokrat Türkiye Partisi (DTP)
  - Elektronik Demokrasi Partisi (EDP, eP oder e-Part)
  - Gelecek Partisi (GP)
  - Liberal Demokrat Parti (LDP)
- Ukraine
  - Bürgerliche Position
  - Europäische Solidarität (ES)
  - Holos (HOLOS)
  - Partija Reformy i Porjadok (PRP)
  - Respublikanska Platforma
  - Sluha narodu (SN)
  - Ukrainische demokratische Allianz für Reformen (UDAR)
  - Narodnyj front (NF)
  - Wiedergeburt
- Ungarn
  - Demokratikus Koalíció (DK)
  - Magyar Liberális Párt (MLP)
  - Momentum Mozgalom (M)
- Uruguay
  - Partido Colorado (PC)
- Venezuela
  - Primero Justicia (PJ)
  - Vente Venezuela (Vente)
- Vereinigtes Königreich
  - Liberal Democrats (Lib Dems)
    - England
      - English Liberal Democrats
        - London Liberal Democrats

    - Nordirland
      - Northern Ireland Liberal Democrats

    - Schottland
      - Scottish Liberal Democrats

    - Wales
      - Welsh Liberal Democrats

  - Volt UK (Volt)
  - Nordirland
    - Alliance Party of Northern Ireland (Alliance)

  - Anguilla
    - Anguilla Progressive Movement (APM)

  - Gibraltar
    - Liberal Party of Gibraltar (LPG)

  - Isle of Man
    - Liberal Vannin Party (LVP)
- Vereinigte Staaten
  - Democratic Party (Democrats)
  - Puerto Rico
    - Partido Popular Democrático (PPD)
- Republik Zypern
  - Dimokratiki Parataxi (DIPA)
  - Enomeni Dimokrates (EDI)